# Prionopetalum stuhlmanni
Prionopetalum stuhlmanni är en mångfotingart som beskrevs av Carl Graf Attems 1914. Prionopetalum stuhlmanni ingår i släktet Prionopetalum och familjen Odontopygidae. Inga underarter finns listade i Catalogue of Life.